# 傑姆欽
49°56′54″N 28°24′2″E / 49.94833°N 28.40056°E
傑姆欽（烏克蘭語：Демчин），是烏克蘭的村落，位於該國北部日托米爾州，由別爾季切夫區負責管轄，始建於1674年，面積1.21平方公里，海拔高度261米，2001年人口302，人口密度每平方公里249.79人。